# Henry Garat
Pour les articles homonymes, voir Garat.
Émile Henri Camille Garassu dit Henri Garat, né le 3 avril 1902 dans le 11e arrondissement de Paris (France) et mort le 13 août 1959 à Hyères, est un chanteur et acteur français.
Il est le frère de l'actrice Yvonne Garat.

## Biographie
Fils de l'acteur de théâtre et de cinéma Édouard Garassu dit Jean Garat (1866-1943) et de Césarine Paola Lévy, Henri Garat naît au 120, boulevard Richard-Lenoir dans le 11e arrondissement de Paris. Après avoir occupé plusieurs emplois modestes entre 1912 et 1918 (plongeur, garçon de table, employé de grand magasin) alors que son père était sur le front, il entre au  conservatoire de Bruxelles. Il est ensuite boy au Casino de Paris et figurant au Moulin Rouge.
En 1926, il remplace Maurice Chevalier dans l'opérette Ça, c'est Paris. En 1930, le cinéma parlant lui donne sa chance dans les versions françaises des productions allemandes de la UFA. Il remplace ainsi Willi Fritsch dans la version française de Die Drei von der Tankstelle, Le Chemin du paradis, où il donne la réplique à l'actrice allemande Lilian Harvey. Il y interprète également la chanson Avoir un bon copain qui devient un immense succès. Il tourne en 1931 Le congrès s'amuse (titre original : Der Kongreß tanzt) réalisé par Erik Charell et Jean Boyer dans lequel il chante Serait-ce un rêve.
Il incarne un jeune premier idéal dans Un soir de réveillon (1933) et Il est charmant, deux opérettes d'Albert Willemetz adaptées au cinéma. Un contrat de trois ans en poche avec la 20th Century Fox, il part en 1933 pour les États-Unis et tourne à Hollywood dans Adorable, avec Janet Gaynor. En 1936, il joue aux côtés de Danielle Darrieux dans Un mauvais garçon, dont la chanson-titre remporte également un grand succès.
En 1938, dans L'Accroche-cœur de Sacha Guitry, il joue aux côtés de Jacqueline Delubac. Mais son train de vie extravagant (auto, yacht, avion, château), sa consommation de cocaïne, ses mariages et ses divorces achèvent de le ruiner. Il ouvre un restaurant, un magasin de jouets, mais les chèques sans provision et les échecs de ses derniers films font qu'il sombre dans la dépression. En 1944, il part pour la Suisse y suivre une longue cure de désintoxication.

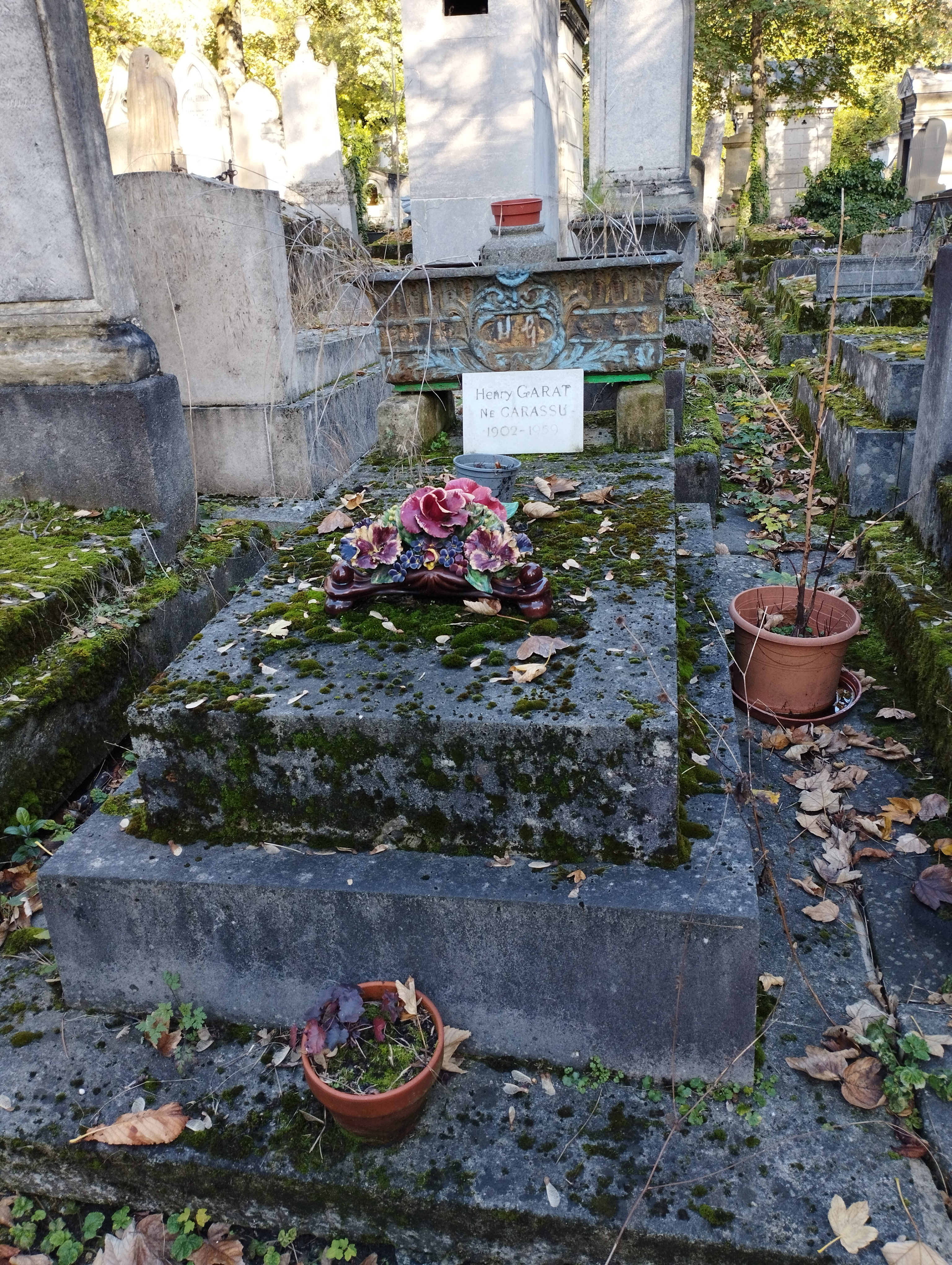
Tombe de Henry Garat au cimetière du Père-Lachaise (division 15).

On le voit ensuite en Angleterre (où il rencontre un certain succès), aux États-Unis, ainsi que sur la Côte d'Azur. En août 1950, il écrit à Albert Willemetz afin que celui-ci l'engage dans la nouvelle Revue de l'Empire au côté d'Arletty, mais la distribution a déjà été bouclée. Néanmoins, Willemetz, touché de la détresse de l'artiste, lui envoie 500 francs.
En 1951, il est à Alger. En 1952, il tente en vain de relancer sa carrière à Paris, dans un cabaret des Champs-Élysées. Au début de 1953, il donne un ultime tour de chant au cabaret la Villa d'Este, puis quitte la capitale pour la Côte d'Azur où on lui rend un ultime hommage au Casino de Juan-les-Pins et où il retrouve, entre autres, Lilian Harvey, avant de partir en tournée avec un cirque.
Il meurt à Hyères en 1959, entouré de sa quatrième épouse et de leur jeune fils. Il est inhumé au cimetière du Père-Lachaise (15e division).

### Vie privée
Henry Garat a été marié quatre fois :
- avec Betty Rowe, danseuse, épousée le 29 avril 1932 à Paris 17e (il demeure alors 3 rue des Dardanelles)[7], divorcés le 21 décembre 1937 : un fils ;
- avec l'actrice Marie Tchernycheff-Besobrasoff dite Illa Meery, épousée le 19 juillet 1939 à  Paris 16e (il demeure alors 12 rue Beaujon)[8], divorcés le 6 novembre 1942 : sans postérité ;
- avec Jacqueline-Marguerite Nigon, infirmière, épousée le 10 novembre 1945 à Louviers (Eure), divorcés le 28 avril 1950 : sans postérité ;
- avec Anna-Elisabeth Luginbühl, épousée le 30 juin 1951 à  Paris 15e : un fils.

## Théâtre
- 1923 : L'Amour masqué, opérette de Sacha Guitry, musique d'André Messager, théâtre Édouard-VII
- 1932 : Un soir de réveillon, opérette de Paul Armont et Marcel Gerbidon, musique de Raoul Moretti, théâtre des Bouffes-Parisiens (décembre)

## Filmographie
- 1930 : Les Deux Mondes de Ewald André Dupont
- 1930 : Le Chemin du paradis de Wilhelm Thiele et Max de Vaucorbeil
- 1931 : Le congrès s'amuse d'Erik Charell et Jean Boyer
- 1931 : Flagrant délit de Georges Tréville et Hanns Schwarz
- 1931 : The Congress Dances - version anglaise du film précédent
- 1931 : Princesse, à vos ordres de Hanns Schwarz et Max de Vaucorbeil
- 1931 : La Fille et le Garçon de Wilhelm Thiele
- 1931 : Nos maîtres les domestiques de Grantham Hayes
- 1931 : Delphine de Jean de Marguenat et Roger Capellani
- 1931 : Il est charmant de Louis Mercanton
- 1931 : Studenter i Paris - version suédoise du film précédent
- 1931 : Rive gauche de Alexander Korda
- 1932 : Simone est comme ça de Karl Anton
- 1932 : Une étoile disparait de Robert Villers
- 1932 : Une petite femme dans le train de Karl Anton
- 1932 : Un rêve blond de Paul Martin
- 1933 : Adorable de William Dieterle - version américaine de Princesse, à vos ordres
- 1933 : Un soir de réveillon de Karl Anton
- 1933 : Une femme au volant de Kurt Gerron et Pierre Billon
- 1933 : On a volé un homme de Max Ophuls
- 1934 : Prince de minuit de René Guissart
- 1935 : Les dieux s'amusent de Reinhold Schünzel et Albert Valentin
- 1935 : Valse royale de Jean Grémillon
- 1936 : Les Gais Lurons de Paul Martin et Jacques Natanson
- 1936 : Un mauvais garçon de Jean Boyer
- 1936 : La Souris bleue de Pierre-Jean Ducis
- 1937 : L'Amour veille de Henry Roussell
- 1937 : Au soleil de Marseille de Pierre-Jean Ducis et Émile Audiffred
- 1937 : La Chaste Suzanne de André Berthomieu : René Boislurette
- 1937 : The Girl in the Taxi d'André Berthomieu - version anglaise du précédent
- 1937 : Le Fauteuil 47 de Fernand Rivers : Paul Séverac
- 1937 : La Fille de la Madelon de Georges Pallu et Jean Mugeli
- 1938 : L'Accroche-cœur de Pierre Caron
- 1938 : Ça... c'est du sport de René Pujol
- 1938 : Les Femmes collantes de Pierre Caron
- 1938 : Ma sœur de lait de Jean Boyer
- 1938 : La Présidente de Fernand Rivers
- 1939 : Le Chemin de l'honneur de Jean-Paul Paulin (+ producteur) : Paul et Georges Imbert
- 1941 : Le Valet maître de Paul Mesnier
- 1942 : Annette et la dame blonde de Jean Dréville
- 1942 : Fou d'amour de Paul Mesnier
- 1953 : L'Homme trahi de Walter Kapps - resté inachevé